# Photopea
Photopea je software na úpravu a zpracování rastrových a vektorových obrázků od českého vývojáře Ivana Kuckira.
Tento grafický editor je dostupný online a zdarma. Lze ho použít pro základní úpravy fotografií, ale
obsahuje i pokročilé funkce pro práci
s rastrovou i vektorovou grafikou.
Photopea podporuje většinu běžných grafických formátů včetně PSD souborů (Photoshop),
XCF (GIMP), Sketch, XD, CDR (CorelDRAW), SVG, PDF, TIFF, JPEG, GIF, PNG a další. Protože běží v prohlížeči a používá
moderní webové technologie, lze spustit na velkém množství zařízení bez nutnosti instalace aplikace nebo doplňků prohlížeče.

## Vlastnosti
Mezi podporované funkce patří mimo jiné:
- práce s vrstvami
- chytré objekty (smart objects)
- rastrové i vektorové masky
- vektorizace bitmap a práce s vektory
- nedestruktivní úpravy pomocí vrstev úprav
- rychlý výběr, zpřesnění okrajů, transformace
- práce s textem
- úpravy barev, jasu, kontrastu, křivek, úrovní, expozice, odstínu...
- různé grafické filtry, retuše, vylepšení obrazu, rozostření, stylizace...
- ukládání v PSD formátu a export do PNG, JPEG a dalších rastrových formátů
- import RAW souborů
- automatické skripty a API
- import a export vektorových obrázků ve formátu SVG, nebo dokumentů v PDF